# Cultura visual
Cultura visual é um campo de estudos que aborda os processos culturais: hábitos, costumes visuais, referentes a um ou vários povos. Área que, sobretudo, procura entender os aspectos visuais como fonte de transmissão cultural e, as relações e interferências que os sistemas culturais acarretam ao processo visual de identificação e entendimento do mundo e da realidade.  Por essas razões, geralmente inclui alguma combinação de estudos culturais, história da arte e antropologia, enfocando aspectos da cultura que se apoiem em imagens.

## Estudos sobre cultura e cultura visual
Entre os teóricos dos estudos culturais que trabalham com a cultura contemporânea, frequentemente se estuda a filmologia e os estudos sobre televisão, embora também possa incluir os estudos de Vídeo-games, HQs, mídia artística tradicional, publicidade, Internet e qualquer outro meio que possua um componente visual crucial.

### Outras definições de cultura visual
Nosso tempo é marcado e definido pelas imagens. Podemos nos perguntar, diante desta constatação, o que significa dizer que nossa Cultura é predominantemente visual?
Para Oliveira, cultura visual é “um termo híbrido que descreve uma situação onde obras de arte se fundem com referenciais de outras disciplinas e campos, como o da psicologia, da antropologia, da história, da filosofia, da sociologia, etc”.
A afirmação de Nicholas Mirzoeff (1999) de que a pós-modernidade é marcada pelo visual em contraposição ao romance que havia sido a forma de expressão do século XIX, nos remete a uma discussão bastante mais antiga e que vez ou outra assombra poetas e pensadores.
Lessing (1766) já se perguntava sobre os limites da pintura e da poesia. A preocupação também não foi estranha a Octávio Paz, que em seu texto “A imagem” reflete sobre as diferenças e especificidades da imagem e do conceito. Se Lessing remetia ao instante à duração como marcas distintivas de uma e outra forma de expressão, Paz aponta a precisão e a criação como distintivos, a imagem, ainda que criada por palavras, como na poesia, expande o horizonte da expressividade humana.
A vagueza da imagem em oposição à pretensão definidora do conceito facilita o trato das diferenças irreconciliáveis. A diversidade, variedade e contradições do nosso tempo parecem ter na imagem a sua forma de expressão. A discussão que se coloca é, desse modo, motivada pela identidade caótica do nosso mundo. A potência criativa que a vagueza expressiva da imagem permite é tanto boa como má, porque fruto do mundo contraditório em que vivemos.
Para Mirzoeff (2003), “a cultura visual é uma tática para estudar a genealogia, a definição e as funções da vida cotidiana pós-moderna a partir da perspectiva do consumidor, mais que do produtor". Segundo ele, “não se trata de uma história das imagens, nem depende das imagens em si mesmas, mas sim dessa tendência de plasmar a vida em imagens ou visualizar a existência, pois o visual é um lugar sempre desafiante de interação social e definição em termos de classe, gênero, identidade sexual e racial".
Barnard (2001), cita duas vertentes para identificar a cultura visual: “A primeira enfatiza o visual e trata de normatizar e prescrever seus objetos de estudo como sendo a arte, o design, as expressões faciais, a moda, a tatuagem etc. A outra vertente toma a cultura como traço definidor do estudo, e portanto se refere a valores e identidades construídos e comunicados pela cultura via mediação visual, como também à natureza conflituosa desse visual devido aos seus mecanismos de inclusão e exclusão de processos identitários".
O termo "cultura visual” pode se entrelaçar com outro termo, o da "cultura da imagem". Segundo Abril, "o que é certo é que nem as imagens são necessariamente fenômenos da experiência visual, nem a cultura visual se restringe ao domínio da imagem".
Para Freedman (2003), "a cultura é a forma de viver e a cultura visual dá forma ao nosso mundo, ao mesmo tempo em que é nossa forma de olhar o mundo".
Trabalhos pioneiros em cultura visual foram produzidos por John Berger (Ways of Seeing, 1972) e Laura Mulvey (Visual Pleasure and Narrative Cinema, 1975).
Segundo John Berger, "Ver precede as palavras. A criança olha e reconhece, antes mesmo de poder falar". A visão dá o poder de ver as coisas e interpretá-las conforme a vivência de cada indivíduo. O significado de uma imagem muda de acordo com o que é imediatamente visto ao seu lado, ou com o que imediatamente vem depois dela. O significado pode também ter grande influência da época, cada época vê de uma forma diferente.
Segundo Mirzoeff “o primeiro passo para estudos de cultura visual é um reconhecimento de que a imagem visual não é estável, mas muda a sua relação com a realidade exterior em momentos particulares da modernidade”.

## Cultura visual e tecnologia
No que tange a cultura visual, a tecnologia nos estabelece novos parâmetros e condições para enxergar e entender a realidade a nossa volta, sendo então reconstruídas - as formas de ver - a partir das modificações tecnológicas e dos signos. Por exemplo, com a escrita alfabética e a formulação, aprimoramento do livro (ou codex), nossa forma de aprendizagem sai do campo auditivo, do espaço acústico da oralidade - intrínseca as sociedades tribais -, cujo conhecimento era forjado através da intuição e do poder mágico das palavras faladas para um modelo racional, linear, norteado pela abstração trazido pela leitura da palavra escrita. Esse movimento molda a nossa percepção e nossa postura de raciocínio, nossa leitura propriamente dita.
Com a modernidade, além do livro, surgem a fotografia e o cinema: duas grandes referências para a cultura visual. Tanto como forma de comunicação, transmissão, persistência e transformação de uma conduta ou hábito, como também resultado imagético concreto de uma determinada cultura.
Em relação a fotografia, ela é, por si só, um dos artefatos ou suportes à cultura visual. A representação da fotografia relata a história visual de uma sociedade, documentam situações, estilos de vida, gestos e rituais. Ela é registro, traço, capaz de mostrar uma realidade, atribuindo a um instante real, um caráter singular, um aspecto diferente que as coisas têm quando fotografadas. Segundo Arrouye (1978) "a fotografia desborda o real de sua realidade".
Contudo, com as transformações do modo de vida do homem moderno do século XIX, a imagem estática inerente a fotografia não mais acompanhava o curso veloz e conturbado da era pós-industrial. É nesse instante que emerge o interesse de Lumière pela fotografia e, mais tarde, pela autocromia, caminho que o levou à invenção do cinema que ocupa, conjugada à pintura e a fotografia, um lugar relevante na história da representação da cultura humana.
No movimento cinematográfico-corrente, tanto consistia a cadência daqueles tempos, do homem industrial, em ritmo acelerado e frenético, como o novo modo de ver e entender o mundo. Além disso, o cinema recorta, representa o design dos edifícios, dos carros, das roupas, dos hábitos alimentares e dos penteados de determinada época ou estágio cultural.

### Imagem e técnica
A necessidade de capturar a realidade, de forma fidedigna, acelerou a evolução das imagens técnicas como a fotografia, cinema, televisão, holografia. Segundo Santaella (1996), "se o mundo é para nós colorido, a fotografia imediatamente virou cor. Se o mundo é dinâmico, o cinema tratou de processar as imagens num movimento fiel ao movimento das coisas tal como ocorre nas cenas da nossa percepção real."
Para Meneses (2003), a fotografia provocou "o maior investimento em documentação, com a organização de banco de dados, a maioria já informatizados (grandes coleções institucionais de iconografia urbana, álbuns de família, documentação de categorias sociais, eventos ou situações - como guerras, conflitos, migrações, fome, pobreza, etc.)"
Para Brassai (1968) a fotografia tem um destino duplo: ela é a filha do mundo do aparente, do instante vivido, e como tal guardará sempre algo do documento histórico ou científico sobre ele; mas ela é também filha retângulo, um produto das belas-artes, o qual requer o preenchimento agradável ou harmonioso do espaço com manchas em preto e branco ou em cores. Diante disso a fotografia sempre representará com meio de informação e de conhecimento gerando valor documental e expressão artística.

## Imagem e cultura visual
Segundo Barthes (1990), o processo de representação da imagem e o conteúdo de sua mensagem têm dois aspectos. O primeiro é de cunho conotativo, no qual a imagem é portadora de uma codificação referente a um determinado saber cultural e a um determinado sistema simbólico; e a segunda, de cunho denotativo, no qual a imagem porta um certo poder de representação do real (recorte do real).
A representação de grandes afrescos como O Julgamento Final, de Michelangelo, que ocupa uma parede inteira da Capela Sistina, e a Gioconda, de Leonardo da Vinci, que mede aproximadamente um metro, lado a lado em páginas de livros ou exibidas na tela da televisão, em tamanhos idênticos, incutem-nos a ideia errônea de que as imagens e as relações espaciais têm dimensões médias. Ao se olhar para obras que são fisicamente muito maiores que suas representações, é preciso ter a consciência de que as imagens foram produzidas para se situar em locais específicos que determinarão a real compreensão de sua visão.
Os grandes destaques das pinturas do século XIX eram sua precisão, impecabilidade e o caráter acabado dos detalhes, que permitiam "imaginar" o real, fazendo-o recair sobre uma pura aglomeração de peças e objetos. Os efeitos que retratam a natureza, neblinas, reflexos, nuvens, chuvas, arco-íris, foram muito explorados por pintores tão importantes quanto diferentes, como Poussin, Velásquez e Chardin; serviram também como temas para a fotografia sendo, portanto, elementos recorrentes em certas definições de arte visual.
Os efeitos de realidade presentes no filme de Lumière, a chegada de um trem à estação, causaram reações, embora não comprovadas, mas já lendárias, de pavor, de fuga desenfreada, diante da aproximação de uma locomotiva. As diversas percepções dos espectadores que avistam barras de ferro incandescentes e enxergam cores no filme em preto e branco, revelam a força alucinatória desencadeada pelos efeitos produzidos.
Em relação à estrutura pós-moderna de sociedade, existe uma rede de captura que viabiliza o consumo não só de bens ou serviços, mas de ideais e hábitos que são inclusive influenciados por marcas e celebridades moldando nossos processos de subjetivação. Nesse sentido, as imagens na contemporaneidade ressignificam a disputa pelos significados que permeiam as relações sociais, principalmente com o cenário cultural “ciber” e reforçam conceitos como o mundo-imagem de Susan Sontag (1977).

## Obras referenciais sobre cultura visual
Grandes obras sobre cultura visual foram criadas por W. J. T. Mitchell, particularmente em seus livros Iconology e Picture Theory. Outros autores importantes para a cultura visual incluem Stuart Hall, Slavoj Zizek e Raimundo Martins (Brasil). Outros trabalhos têm sido produzidos por Lisa Cartwright, Margarita Dikovitskaya, Chris Jencks, Nicholas Mirzoeff e Gail Finney. Estudos de cultura visual têm se tornado crescentemente importantes em estudos do ensino da arte no Brasil através do trabalho de Aldo Victorio Filho, Mariane Travassos dos Santos, Pâmela Souza da Silva e Rodrigo Torres do Nascimento.

## Leituras adicionais
- Dikovitskaya, Margaret (2005). Visual Culture: The Study of the Visual after the Cultural Turn 1st ed. Cambridge, Ma: The MIT Press. ISBN 0-262-04224-X
- Fuery, Kelli & Patrick Fuery (2003). Visual Culture and Critical Theory 1a. ed. Londres: Arnold Publisher. ISBN 0340807482
- JAY, Martin (ed.), The State of Visual Culture Studies, tema do Journal of Visual Culture, vol.4, n.2, Agosto de 2005, Londres: Sage Publications. ISSN 14704129 e ISSN 17412994
- Lessing, G.E. Laocoonte, ou Sobre As Fronteiras Da Pintura E Da Poesia. Trad.Marcio Seligmann Silva . Editora: Iluminuras. 1998.
- Mirzoeff, Nicholas (1999). An Introduction to Visual Culture. Londres: Routledge. ISBN 0-415-15876-1
- Mirzoeff, Nicholas (ed.) (2002). The Visual Culture Reader 2da. ed. Londres: Routledge. ISBN 0-415-25222-9
- MORRA, Joanne & SMITH, Marquard (eds.) (2006). Visual Culture: Critical Concepts in Media and Cultural Studies, 4 vols. Londres: Routledge. ISBN 0-41-532641-9
- PLATE, S. Brent, Religion, Art, and Visual Culture. Nova York: Palgrave Macmillan, 2002. ISBN 0-312-24029-5
- Schmitt, Jean-Claude,´´ O Corpo da Imagens: Ensaios sobre a cultura visual na Idade Média. Trad. José Rivair Macedo. Bauru, São Paulo: EDUSC, 2007, p.382. ISBN 978857460339-1.
- SMITH, Marquard Visual Culture Studies: Questions of History, Theory, and Practice in: JONES, Amelia (ed.) A Companion to Contemporary Art Since 1945. Oxford: Blackwell, 2006. ISBN 9781405135429
- Marita Sturken; Lisa Cartwright (2007). Practices of Looking: An Introduction to Visual Culture 2ª ed. Oxford: Oxford University Press. ISBN 0-19-531440-9

### Em inglês
- Journal of Visual Culture (em inglês)
- William Blake and Visual Culture: A Special Issue of the Journal Imagetext (em inglês)
- Introduction to Media Theory and Visual Culture, por Martin Irvine (em inglês)

### Em português
- MENESES, Ulpiano T. Bezerra de. Fontes visuais, cultura visual, história visual: balanço provisório, propostas cautelares. "Rev. Bras. Hist.", São Paulo, v. 23, n. 45, 2003. Disponível em: Scielo. Acessado em 28 de setembro de 2007.
- FASCIONI, Lígia. Cultura visual[ligação inativa]. Acessado em 28 de setembro de 2007.
- MARTINS, Raimundo. Cultura visual: imagem, subjetividade e cotidiano em Corpos Informáticos. Acessado em 28 de setembro de 2007
- Mateus, Samuel (2013), "As Comunidades Ópticas - uma análise das redes sociais digitais a partir do seu regime óptico", Contemporânea, vol.11, n1, pp.126-137